# Telmatoscopus pennulus
Telmatoscopus pennulus és una espècie d'insecte dípter pertanyent a la família dels psicòdids.

## Descripció
- Mascle: cos de color marró fosc; pèls espatulats al cap, els palps, el tòrax, les potes i l'abdomen (ales nues); sense sutura interocular; ulls separats per una distància igual a dues facetes; els pèls del front en forma de trapezi; antenes d'1,2 mm de llargada i de 16 artells; l'escap és poc menys de dues vegades la llargària del pedicel; tòrax sense patagi; ales de 2 mm de longitud i 0,6 d'amplada, esveltes i amb les membranes clares (de marró clar a nivell basal i les cel·les costals); edeagus amb la base ampla i acabat en 4 puntes esmolades.
- Femella: similar al mascle, però sense pèls espatulats al cap o la resta del cos; ales de 2 mm de llargària i 0,6 d'amplada.[3]

## Distribució geogràfica
Es troba a Àsia: Borneo.